# Hauzenberg
Hauzenberg ist eine Stadt im niederbayerischen Landkreis Passau und ein staatlich anerkannter Luftkurort.

## Geografie

### Geografische Lage

Hauzenberg in der Bildmitte vom Geiersberg aus gesehen, im Vordergrund Raßreuth, links der Staffelberg

Hauzenberg liegt in der Region Donau-Wald im südlichen Bayerischen Wald. Die Stadt und der Freudensee befinden sich in einem weiten Talkessel, umgeben von steilen, dicht bewaldeten Berghängen. Höchster Punkt der Stadt und des gesamten Landkreises Passau ist der 947 m hohe Oberfrauenwald, auf dem seit wenigen Jahren ein Aussichtsturm steht. Dieser ermöglicht einen weiten Rundblick über den südlichen Bayerischen Wald und nach Österreich; an den Nordhängen des Oberfrauenwaldes sind im Winter einige Skilifte in Betrieb. Hauzenberg liegt 18 km nordöstlich von Passau, 20 km südlich von Freyung und nicht weit vom Dreiländereck Deutschland-Tschechien-Österreich entfernt.

### Gemeindegliederung
Die Stadtgemeinde hat 97 Gemeindeteile:
- Anetzbergerhof
- Aubach
- Aubachmühle
- Aufeld
- Auhäusl
- Bachhäusl
- Bauzing
- Berbing
- Brand
- Duscherpoint
- Eben
- Eitzingerreut
- Erlet
- Freudensee
- Fürhaupt
- Fürsetzing
- Garham
- Geiersberg
- Gemeindewies
- Germannsdorf
- Gießübl
- Glotzing
- Grub
- Grüblmühle
- Guppenberg
- Haag
- Haagwies
- Haghäusel
- Haidenhof
- Hauzenberg
- Hemerau
- Hofacker
- Hunaberg
- Innerhartsberg
- Inneröd
- Jahrdorf
- Jahrdorferschacht
- Kaindlmühle
- Kainzöd
- Kaltrum
- Kinatöd
- Klingerreuth
- Knödlsederhof
- Kolleralpe
- Kollersberg
- Kramersdorf
- Krinning
- Kropfmühl
- Lacken
- Leitenmühle
- Lichtenau
- Lieblmühle
- Lindbüchl
- Loifing
- Mahd
- Neuhäusl
- Neumühle
- Neustift
- Niederbrünst
- Niederkümmering
- Nottau
- Oberdiendorf
- Oberholz
- Oberkümmering
- Oberneuhäusl
- Ödhof
- Penzenstadl
- Perling
- Petzenberg
- Pisling
- Raßberg
- Raßreuth
- Renfting
- Röhrendobl
- Rothmahd
- Ruhmannsdorf
- Schachert
- Schröck
- Schulerbruch
- Sickling
- Sicklingermühle
- Sieglmühle
- Staffenöd
- Steinberg
- Steindobl
- Steinhofmühle
- Stemplingerhof
- Sterlwaid
- Taxberg
- Thiessen
- Tiessenhäusl
- Wastlmühle
- Wehrberg
- Weiherreuth
- Windpassing
- Wolkar
- Wotzdorf

Es gibt die Gemarkungen Germannsdorf, Hauzenberg, Jahrdorf, Oberdiendorf, Oberneureuth, Raßberg, Raßreuth, Windpassing und Wotzdorf.

### Nachbargemeinden
- Büchlberg (Landkreis Passau)

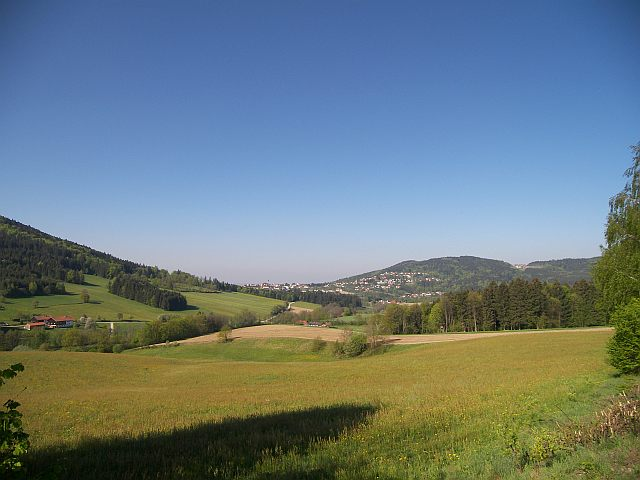
Hauzenberg am Morgen, Blick aus Osten

- Waldkirchen (Landkreis Freyung-Grafenau)
- Sonnen (Landkreis Passau)
- Untergriesbach (Landkreis Passau)
- Thyrnau (Landkreis Passau)

### Klima
Das Klima in der Stadt-Gemeinde unterscheidet sich – bedingt durch große Höhenunterschiede – erheblich. Während der Hauptort 546 m (Pfarrkirche St. Vitus) hoch liegt, befindet sich die ehemalige Bahnstation Kaindlmühle nur 350 m hoch. Der Ortsteil Bauzing – die höchstgelegene größere Siedlung des Landkreises Passau – liegt aber 800 Meter hoch. Besonders eindrucksvoll sind diese Unterschiede im Frühling auszumachen. Die Vegetation entwickelt sich im Tal ein bis zwei Wochen früher als in den Hochlagen.

## Geschichte

### Bis zur Gemeindegründung
Über die Gründungszeit und die Gründer Hauzenbergs ist man auf Vermutungen angewiesen. Um das Jahr 1000 herum wurden Ortsnamen auf „-dorf“ und „-berg“ üblich. Es ist daraus zu schließen, dass um diese Zeit der Ort Hauzenberg und eine Reihe größerer Ansiedlungen in der Umgebung des Marktes entstanden sind. Besiedelt wurde das Gebiet von Hauzenberg mit einiger Sicherheit schon beim Vordringen der Bajuwaren im 8. Jahrhundert. Wie weit Kelten und Römer von der Donau her in den damaligen Nordwald vorgedrungen sind, ist ungewiss. Nach neueren Erkenntnissen scheint festzustehen, dass erste Siedlungsformen schon in der Jungsteinzeit um 5000 vor Christus vorhanden waren. Steinzeitfunde am Staffelberg, die im Rathaus verwahrt werden, sollen dies beweisen.
Im Jahre 1010 ging das Gebiet um Hauzenberg durch eine Schenkung König Heinrich II. an das Kloster Niedernburg in Passau und wird damit dem sogenannten „Abteyland“ eingegliedert. Die höchste Erhebung des Bereiches, der Oberfrauenwald, erinnert an diese Zeit. Es besitzt um diese Zeit bereits eine Filialkirche der Pfarrei Kellberg. Die Pfarreien Kellberg und Hauzenberg gehörten seit dem 12. Jahrhundert zum St. Ägidien-Spital in der Passauer Innstadt. Das dortige „Innbruckamt“ verwaltete neben der Innbrücke und dem Leprosen-Hospital auch die dem St. Ägidien-Spital inkorporierten Pfarreien, die vom jeweiligen „Bruckpfarrer“ zu vergeben waren. Zu diesen zählten neben St. Severin mit Schardenberg und Wernstein auch St. Weihflorian, Kellberg, Hauzenberg, Kopfing, Münzkirchen und Tettenweis.
Mitte des 14. Jahrhunderts scheint Hauzenberg schon ein stattlicher Ort von ca. 65 Anwesen und einiger wirtschaftlicher Bedeutung gewesen zu sein. Bischof Gottfried von Passau erhub den Ort zum „gefreiten Markt“ und verlieh ihm die damit verbundene „Ehhaft“ (Ortsrecht in 45 Paragrafen) und den Freiheitsbrief im Jahr 1359. Die damals genehmigten Märkte finden heute noch statt.
Der mit weitgehenden Eigenrechten versehene Markt des Hochstifts Passau wurde 1803 mit dem größten Teil des hochstiftischen Gebietes zugunsten Ferdinands von Toskana säkularisiert. Seit den Friedensverträgen von Brünn und Preßburg 1805 gehört der Ort zu Bayern. Im Zuge der Verwaltungsreformen in Bayern entstand mit dem Gemeindeedikt von 1818 die heutige Gemeinde, die dem Landgericht Wegscheid und dem Unterdonaukreis mit der Hauptstadt Passau zugeordnet war.
Im Jahre 1838 wurde der Unterdonaukreis in Kreis Niederbayern umbenannt; er entsprach dem Regierungsbezirk. Die Kreishauptstadt wurde nach Landshut verlegt.
Das Bezirksamt Wegscheid folgte im Jahr 1862 dem Landgericht älterer Ordnung Wegscheid. Acht Gemeinden wechselten zum Bezirksamt Wolfstein. Am 1. Januar 1880 wurde das Bezirksamt Wegscheid aufgelöst und dem Bezirksamt Passau zugeordnet. Im Jahre 1888 wurde diese Zusammenlegung rückgängig gemacht und das Bezirksamt Wegscheid wurde wieder errichtet. Am 1. Januar 1939 im Deutschen Reich die einheitliche Bezeichnung Landkreis eingeführt. So lag Hauzenberg nun im Landkreis Wegscheid.

### 20. Jahrhundert
In den Jahren nach 1933 führte die NSDAP eine eigene Gebietsgliederung durch, in deren Verlauf der Kreissitz der Partei nach Hauzenberg und später nach Passau kam. Im Markt Hauzenberg selbst bildete sich 1937 eine Verwaltungsgemeinschaft mit den Gemeinden Jahrdorf und Wotzdorf mit Sitz in Hauzenberg. Im Verlauf der Demokratisierung der Verwaltung wurde dieses Gebilde am 1. Juni 1948 aufgelöst.
Nach und nach wurden die Verwaltungen der einzelnen Gemeinden in die jeweiligen Hauptorte verlegt. Wirtschaftlich blieben die Gemeinden verbunden und angesichts der steigenden Anforderungen der Bevölkerung an Staat und Gemeinden waren schon 1965 erneute Annäherungsversuche festzustellen.
Es kam im Rahmen eines Modellfalles für Stadt- und Dorferneuerung der Bayerischen Staatsregierung zur Aufstellung eines gemeinsamen Flächennutzungsplanes der Gemeinden Hauzenberg, Jahrdorf, Wotzdorf und Raßreuth, der allerdings keine Rechtskraft mehr erlangte. Dieser Flächennutzungsplan wurde schließlich zur Grundlage der Neugliederung des Gebietes um Hauzenberg in der Gebietsreform am 1. Januar 1972. Somit wurden die Gemeinden Germannsdorf, Jahrdorf, Raßreuth und Windpassing in den Markt Hauzenberg eingegliedert. Am 1. Juli 1972 folgten zusammen mit der Eingliederung des Landkreises Wegscheid in den Landkreis Passau die Gemeinden Oberdiendorf und Raßberg.
Hauzenberg ist als mögliches Mittelzentrum zum bedeutendsten wirtschaftlichen, schulischen und kirchlichen Schwerpunkt im Bereich des südlichen Bayerischen Walds geworden und wurde wegen seiner Bedeutung am 28. April 1978 zur Stadt erhoben.
Ihren Abschluss fand die Gebietsreform schließlich am 1. Mai 1978 mit der Eingliederung der Gemeinde Wotzdorf und Teilen der Gemeinde Oberneureuth mit dem Hauptort Krinning. Am selben Tag wurden Gebietsteile mit den Orten Hartingerhof und Manzenberg und mit insgesamt weniger als 100 Einwohnern an die Nachbargemeinde Büchlberg abgetreten.
Die Landesplanung trägt diesem Umstand Rechnung. Durch freiwillige Gemeindezusammenschlüsse wuchs die Einwohnerzahl von bislang 2500 auf 12.000 Einwohner an. Die Kirche schloss sich dieser Entwicklung an. Der Pfarrverband Hauzenberg-Germannsdorf und die kleine Pfarrei Haag decken sich im Jahre 1976 genau mit den endgültigen Gemeindegrenzen.

### Ortsname
In den Traditionsbüchern des Bistums Passau aus der Zeit zwischen 1190 und 1204 ist der Ortsname als Huzenperge erstgenannt. Es liegt der altbairische Personenname Huzo zugrunde.

### Einwohnerentwicklung
Im Zeitraum 1988 bis 2018 sank die Einwohnerzahl von 11.924 auf 11.649 um 275 Einwohner bzw. um 2,3 %.
| Jahr      | 1961   | 1970   | 1987   | 1991   | 1995   | 2000   | 2005   | 2010   | 2015   | 2020   | 2021   | 2022   | 2023   |
| Einwohner | 10.253 | 11.331 | 11.857 | 12.267 | 12.481 | 12.432 | 12.399 | 12.060 | 11.523 | 11.747 | 11.703 | 11.781 | 11.775 |

(Quelle bis 2022, Quelle für 2023)

## Politik

### Stadtrat
Der Stadtrat hat 24 Sitze und setzt sich seit der Kommunalwahl vom 15. März 2020 wie folgt zusammen:
| Liste / Partei                 | Stimmenanteil | G/V %p | Sitze | G/V |
| CSU                            | 36,5 %        | − 3,6  | 9     | − 1 |
| SPD                            | 18,3 %        | − 6,8  | 4     | − 3 |
| FWG                            | 16,1 %        | − 5,6  | 4     | − 1 |
| ÖDP/Aktive Bürger              | 11,3 %        | − 1,8  | 3     | + 1 |
| Pro Hauzenberg                 | 9,9 %         | + 9,9  | 2     | + 2 |
| Junge Liste Hauzenberg (JuHa!) | 7,9 %         | + 7,9  | 2     | + 2 |

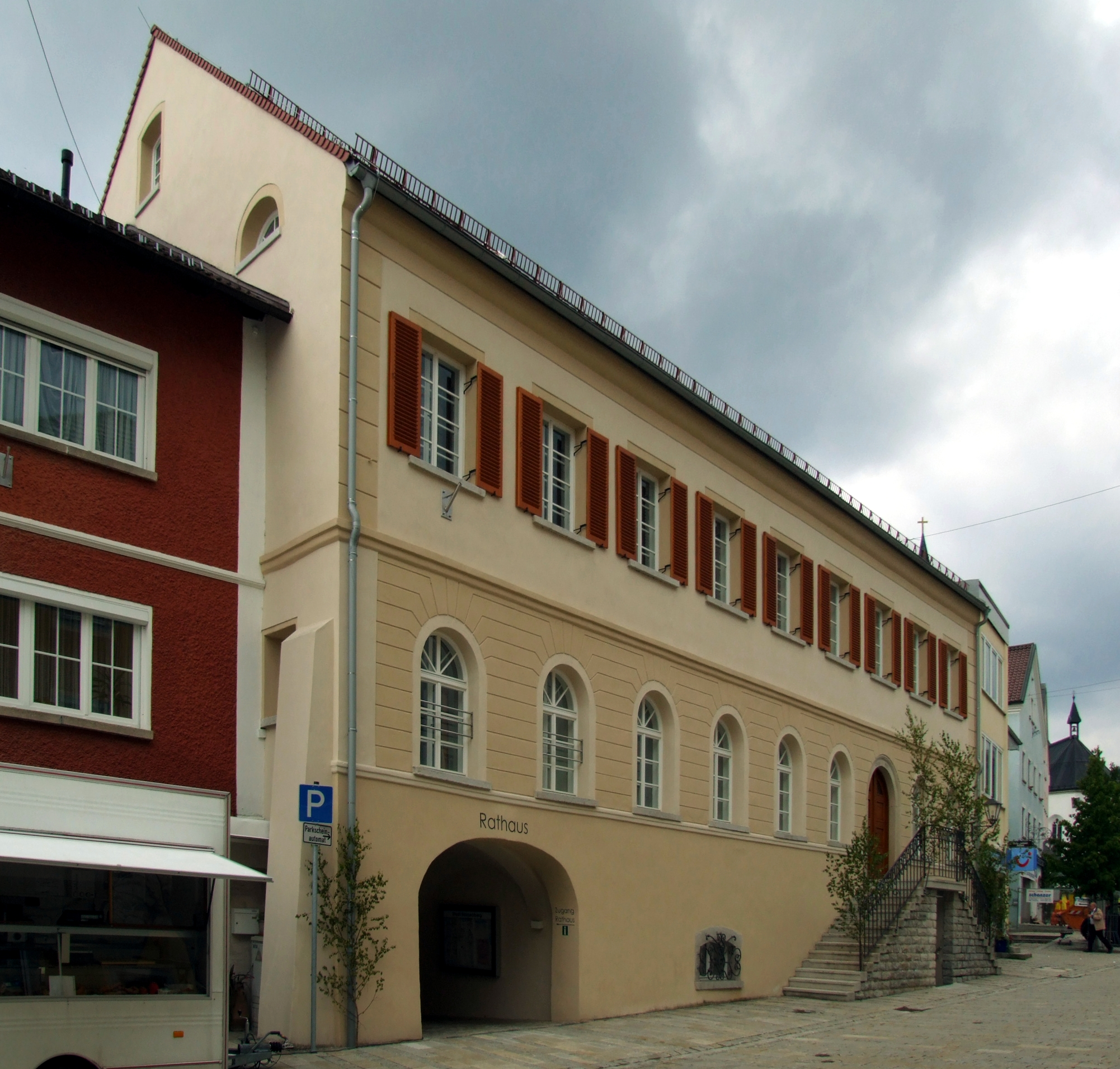
Rathaus Hauzenberg

Daneben gehört dem Stadtrat auch der Erste Bürgermeister an.

### Bürgermeisterin
Berufsmäßige Erste Bürgermeisterin ist Gudrun Donaubauer (Wählergruppe Gudrun Donaubauer). Sie ist seit 3. Juli 2012 im Amt. Ihr Vorgänger Josef Federhofer (CSU) trat am 1. April 2012 in den Ruhestand. Bei der Bürgermeisterwahl am 17. Juni 2012 erreichte Gudrun Donaubauer (damals: parteilos/CSU) 41,62 Prozent, Otto Obermeier (Freie Wähler) 30,22 Prozent und Johannes Seiser (SPD) 28,16 Prozent. Bei der Stichwahl am 1. Juli 2012 erhielt Gudrun Donaubauer 54,95 Prozent der Stimmen. Bei der Bürgermeisterwahl 2020 wurde sie in der Stichwahl mit 53,2 Prozent im Amt bestätigt.
Zweiter Bürgermeister ist nach der Kommunalwahl 2020 Rudolf Hirz (FW), Dritter Bürgermeister Christoph Amsl (CSU).

### Finanzen
Im Jahr 2020 betrugen die Gemeindesteuereinnahmen 10,504 Mio. €, davon waren 2,421 Mio. € Gewerbesteuereinnahmen (netto).

### Wappen
| Wappen von Hauzenberg | Blasonierung: „In Rot ein steigender silberner Wolf.“ |
| Wappen von Hauzenberg | Wappenbegründung: Hauzenberg führt den Passauer Wolf (in Silber ein roter Wolf) in verwechselten Farben im Wappen und erinnert damit an die enge Verbindung zum Hochstift Passau von den Anfängen als bischöfliche Rodungssiedlung, die 1359 Marktrecht erhielt, bis zur Auflösung des Hochstifts durch die Säkularisation 1803. Im 19. Jahrhundert gab es einige irrige Abweichungen (silberner Wolf im blauen Feld, silberner Löwe im roten Feld), die der Zugehörigkeit zum Königreich Bayern patriotische Reverenz erweisen sollten. Es setzte sich jedoch das frühere hochstiftische Amtssiegel durch. Die Farbumkehrung, die schon in den Schildschraffuren der Dienstsiegel und in der Bürgermeistermedaille um 1850 erkennbar ist, sollte der Unterscheidung von anderen, sonst identischen Ortswappen in Niederbayern dienen. Es ist dem Wappen des Hochstifts Passau entnommen, dem der Ort bis 1803 angehörte. Dieses Wappen wird seit dem 19. Jahrhundert geführt. |

### Städtepartnerschaften
- Österreich: Vöcklabruck
- Slowenien: Slovenj Gradec
- Tschechien: Český Krumlov

### ILE Abteiland
Die Gemeinde ist Mitglied der im April 2011 von 11 Kommunen gegründeten Arbeitsgemeinschaft „Integrierte Ländliche Entwicklung Abteiland“ (ILE Abteiland), deren Motto es ist, den Natur-, Kultur- und Wirtschaftsraum Abteiland als lebenswerte Heimat zu erhalten und zu gestalten.

## Kultur und Sehenswürdigkeiten

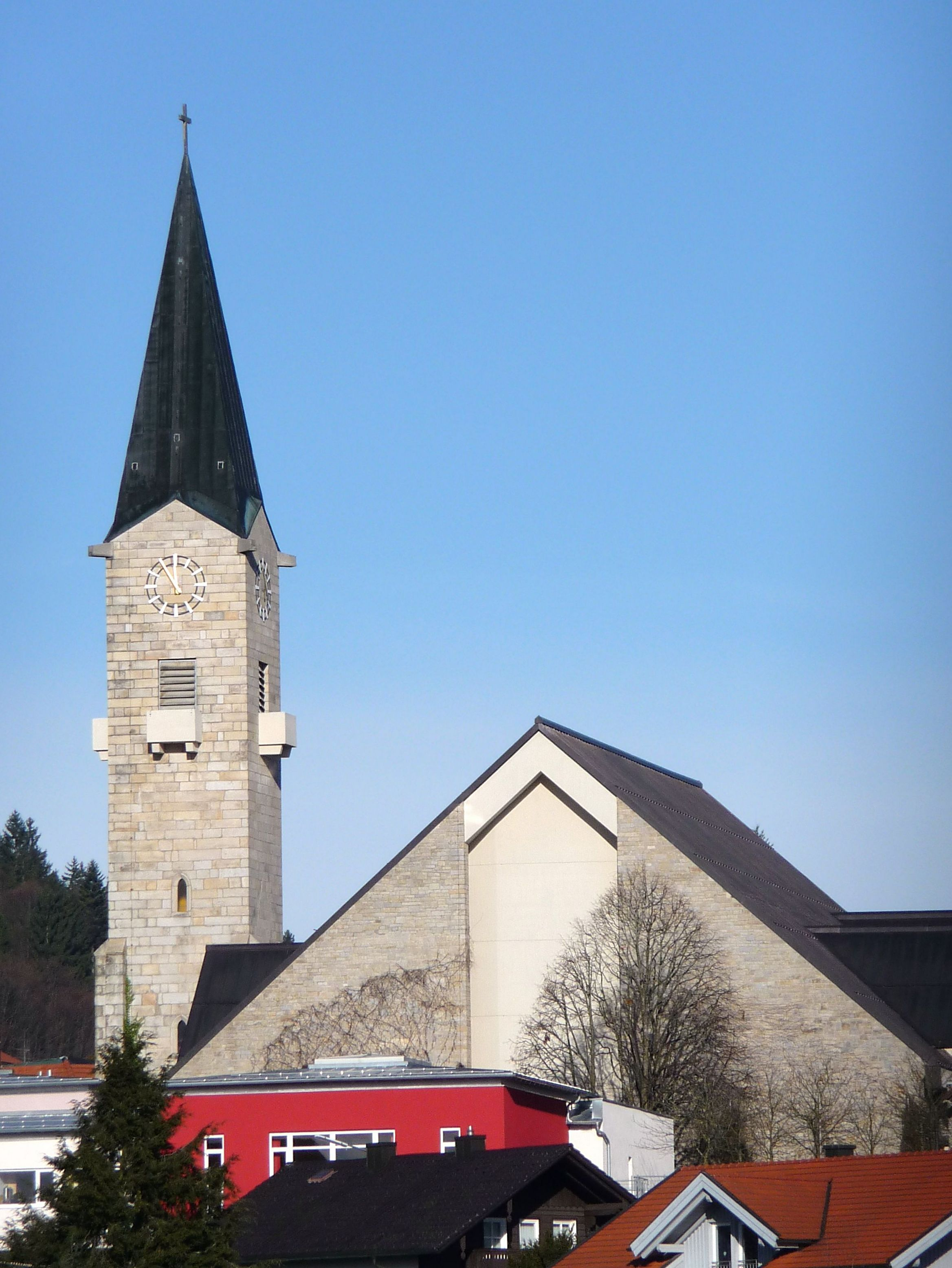
Stadtpfarrkirche St. Vitus

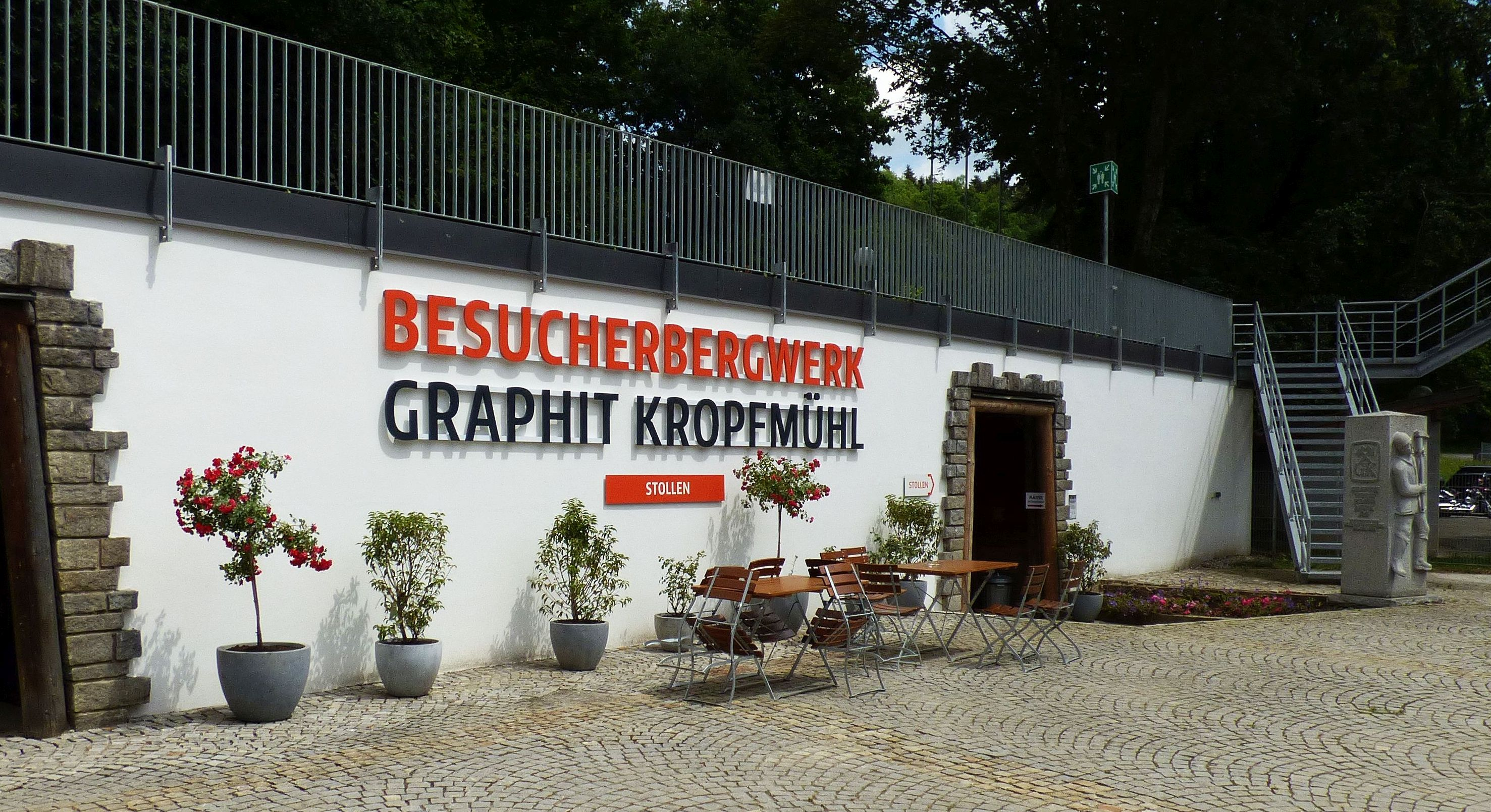
Graphit-Besucherbergwerk Kropfmühl (2016)

### Sehenswürdigkeiten
- Dinkelbier-Museum des Apostelbräu[15]
- Die Stadtpfarrkirche St. Vitus mit einem modernen Kirchenschiff hat ein spätgotisches Presbyterium aus der ersten Hälfte des 15. Jahrhunderts mit dem spätgotischen Freudenseer Flügelaltar aus der Werkstatt von Rueland Frueauf aus dem Ende des 15. Jahrhunderts.
- Barocker Marienbrunnen von 1667. Er stand ursprünglich in Schloss Neuburg am Inn und wurde 1807 von Hauzenberg gekauft.
- Säule des Königs im Granitzentrum Bayerischer Wald
- Kalvarienberg mit Kreuzweg am Duschlberg
- Burg Freudensee
- Gnadenkapelle Maria Bründl oberhalb von Fürsetzing mit Granitbrunnen und Marienstatue
- 500 Jahre alte Dorflinde in Haag
- Rundkirche in Oberdiendorf
- Graphit-Besucherbergwerk Kropfmühl

### Freizeiteinrichtungen
- Freudensee mit Freizeiteinrichtungen
- Kur- und Bürgerpark mit verschiedenen Angeboten und Einrichtungen wie dem Pinocchio-Turm, einem 20 m hohen Aussichtsturm sowie dem 2005 eröffneten Abenteuerspielplatz Rocco-Park[16]
- Aussichtsturm Staffelberg
- Staffelberg-Stadion[17]

### Sportvereine
- FC Sturm Hauzenberg
- TV Hauzenberg
- SG Bayerwald Volleys (Spielgemeinschaft des TV Hauzenberg Volleyball mit TSV Waldkirchen Volleyball)

## Wirtschaft und Infrastruktur

### Wirtschaft
Es gab im Jahr 2020 im Bereich der Land- und Forstwirtschaft 18, im produzierenden Gewerbe 2459 und im Bereich Handel, Verkehr und Gastgewerbe 644 sozialversicherungspflichtig Beschäftigte am Arbeitsort. In sonstigen Wirtschaftsbereichen waren am Arbeitsort 1006 Personen sozialversicherungspflichtig beschäftigt. Sozialversicherungspflichtig Beschäftigte am Wohnort gab es insgesamt 5137. Im verarbeitenden Gewerbe gab es 18 Betriebe, im Bauhauptgewerbe 20 Betriebe. Im Jahr 2016 bestanden zudem 115 landwirtschaftliche Betriebe mit einer landwirtschaftlich genutzten Fläche von insgesamt 3234 Hektar. Davon waren 1369 Hektar Ackerfläche.
Früher galt Hauzenberg als die deutsche Hauptstadt der Graphitindustrie (siehe Hauzenberger Graphit). Deren Bedeutung ist aber mittlerweile deutlich zurückgegangen, obwohl noch immer einige Betriebe aktiv sind.
Von großer kulturhistorischer Bedeutung ist das Hauzenberger Granitvorkommen. Zahlreiche historische Bauwerke in Hauzenberg und in Passau bestehen aus diesem Gestein. Das Hauzenberger Granitmassiv erreicht eine Ausdehnung von knapp 60 km² und erstreckt sich oberflächennah ostwestlich von Hauzenberg 11 Kilometer bis nach Waldkirchen. Das Gestein wird seit dem 15. Jahrhundert verwendet, wie zum Beispiel an der Burg Freudensee im Ort. Dieser Granit wurde in mehr als 200 Steinbrüchen in der Umgebung gebrochen und nicht nur im bayerischen Raum an Bauwerken verwendet, sondern deutschlandweit und im Ausland.

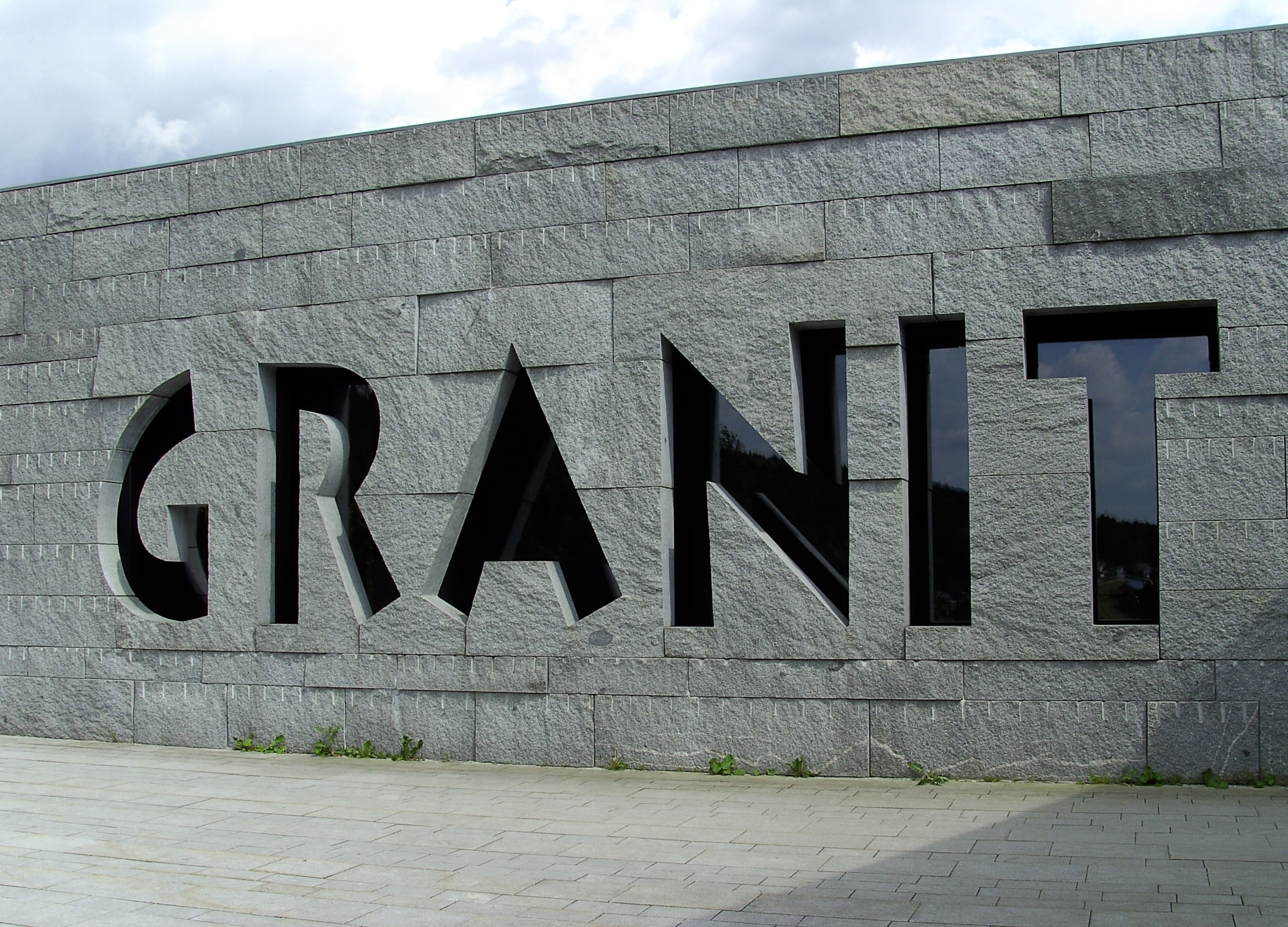
Eingangsbereich des Granitzentrums Bayerischer Wald (Steinwelten)

Für den Tourismus bedeutsam ist das Granitmuseum SteinWelten Hauzenberg. In einem Kino gibt ein 15-minütiger Film einen Überblick von der Entstehung der Bayerwaldberge bis zur Granitverabeitung. In einer Felsenhöhle werden Mineralien sowie alte Geräte und Bilder zum Granitbergbau gezeigt; im Freigelände gibt es einen alten Schausteinbruch. Der jährliche Christkindlmarkt im ehemaligen Steinbruch zeigt unter anderem Kunsthandwerk aus dem Bayerischen Wald, verbunden mit Vorführungen traditioneller Handwerkstechniken.
Auch die Holzwerke waren früher ein bedeutender Wirtschaftsfaktor.
In Hauzenberg befindet sich der Sitz des sozialen Netzwerkes Jappy und der Brauerei Apostelbräu. Seit 1993 befindet sich in Hauzenberg eine Außenstelle des Deutschen Patent- und Markenamts.
Hauzenberg war Sitz der Alten Hausbrennerei Penninger und der 2021 aufgelösten Raiffeisenbank Südl. Bayerischer Wald.

### Verkehr
Hauzenberg gilt im südlichen Bayerischen Wald als verkehrstechnisch vergleichsweise gut angebunden. Mehrere Staatsstraßen kreuzen sich hier.
Nicht mehr in Betrieb ist die Bahnstrecke Passau-Voglau–Hauzenberg, die von Passau über Erlau durch das Staffelbach- und Erlautal nach Hauzenberg führte. An einer Reaktivierung wird durch den „Förderverein Lokalbahn Hauzenberg - Passau“ intensiv gearbeitet.
Hauzenberg wird von Passau aus mit dem ÖPNV mit Linienbussen alle 60 Minuten erreicht, die Stadt verfügt über einen Busbahnhof in der Nähe des Stadtzentrums.

### Bildung
Auf dem Stadtgebiet gibt es folgende Einrichtungen:
- sechs Kindergärten: insgesamt 421 Kindergartenplätze mit 378 Kindern (Stand: 2021)
- drei Grundschulen und eine Mittelschule: insgesamt 836 Schüler und 65 hauptamtliche Lehrkräfte (2021/22)[21][22][23][24]
- Johann-Riederer-Realschule Staatliche Realschule: 589 Schüler und 45 hauptamtliche Lehrkräfte (2021/22)[25]
- eine Förderschule: 125 Schüler und 22 hauptamtliche Lehrkräfte (2021/22)[26]

## Persönlichkeiten
- Sigrid Mutscheller (* 1976), Wintertriathletin
- Georg Osterkorn (1881–1958), Verleger, Publizist und Archivar, bayerischer Landespolitiker und Parteifunktionär
- Sandro Wimberger (* 1974), Professor für Quantenphysik
- Jonas Schützeneder (* 1991), Professor für Journalismus